# D 705 (Türkei)
Die Straße D 705 (Devlet yolu 705) ist eine 81 km lange Straße in der Türkei.

## Verlauf
Die Straße zweigt in İçeriçumra südlich von Konya von der Straße D 715 ab und führt nach Süden über Dinek und Belören, wo sie die D 350 kreuzt, durch die Gebirgsgruppe der Eşenler Dağı (auch Esenler Dağı) und über den Fluss Göksu (historisch als Saleph bekannt) nach Hadim, wo sie an der Straße D 340 endet.